# TT200
TT200 (Theban Tomb 200) è la sigla che identifica una delle Tombe dei Nobili ubicate nell'area della cosiddetta Necropoli Tebana, sulla sponda occidentale del Nilo dinanzi alla città di Luxor, in Egitto. Destinata a sepolture di nobili e funzionari connessi alle case regnanti, specie del Nuovo Regno, l'area venne sfruttata, come necropoli, fin dall'Antico Regno e, successivamente, sino al periodo Saitico (con la XXVI dinastia) e Tolemaico.

## Titolare
TT200 era la tomba di:
| Titolare | Titolo                                                                 | Necropoli | Dinastia/Periodo                                | Note                                                               |
| -------- | ---------------------------------------------------------------------- | --------- | ----------------------------------------------- | ------------------------------------------------------------------ |
| Dedy     | Governatore del deserto a ovest di Tebe; Capo delle truppe del faraone | El-Khokha | XVIII dinastia (da Thutmosi III a Amenhotep II) | versante sud, estremità ovest; ad est di TT198, accanto alla TT199 |

## Biografia
Unica notizia biografica ricavabile, il nome della moglie Tuy.

## La tomba
TT200 presenta struttura planimetrica a "T" rovesciata, tipica delle sepolture del periodo. Un corridoio immette in una sala trasversale sulle cui pareti: (1 in planimetria) il defunto e la famiglia (?) pescano e praticano l'uccellagione; un uomo offre mazzi di fiori al defunto, alla moglie e a una figlia (di cui non è indicato il nome); due file di uomini procedono alla pulizia, alla preparazione, al trasporto e alla registrazione della cacciagione e del pescato in presenza del defunto seduto. Sul lato corto di nord-est (2) resti di stele a imitazione di granito e scene, danneggiate, del defunto che assiste alla vendemmia, alla decantazione e all'imbottigliamento in giare del vino. Su altra parete (3), su tre registri sovrapposti, il defunto, che indossa ampi collari con decorazione di amuleti, in atto di tirare d'arco sotto uno stendardo in presenza di due file di soldati e sotto la supervisione di Thutmosi III e Amenhotep II seduti sotto un padiglione. Oltre l'accesso a una sala perpendicolare (7), il defunto e la moglie seduti e resti di scene di banchetto con due arpisti maschi, uno in piedi e l'altro seduto, e due suonatrici di nacchere; sul lato corto una stele (6) con il defunto in offertorio a Osiride, testi danneggiati e portatori di offerte. Poco oltre, su tre registri (5), due figli maschi (non sono indicati i nomi) offrono fiori, mentre una figlia offre vino al defunto e alla moglie; seguono (4) scene del defunto e della moglie (?) che offrono libagioni e unguenti su un braciere mentre uomini trasportano fiori e frutta.
Un corridoio adduce a una camera perpendicolare alla precedente; sulle pareti resti di scene della processione funeraria (8) e, su due registri danneggiati (9) i riti per la Cerimonia di apertura della bocca e scene di raccolta, vagliatura e immagazzinamento del frumento.

### Annotazioni
1. ↑  La numerazione dei locali e delle pareti segue quella di Porter e Moss 1927, p. 292.
2. ↑  La prima numerazione delle tombe, dalla numero 1 alla 253, risale al 1913 con l'edizione del "Topographical Catalogue of the Private Tombs of Thebes" di Alan Gardiner e Arthur Weigall. Le tombe erano numerate in ordine di scoperta e non geografico; ugualmente in ordine cronologico di scoperta sono le tombe dalla 253 in poi.
3. ↑  I campi della Duat, ovvero l'aldilà egizio, si trovavano, secondo le credenze, proprio sulla riva occidentale del grande fiume.
4. ↑  Nella sua epoca di utilizzo, l'area era nota come "Quella di fronte al suo Signore" (con riferimento alla riva orientale, dove si trovavano le strutture dei Palazzi di residenza dei re e i templi dei principali dei) o, più semplicemente, "Occidente di Tebe".
5. ↑  le Tombe dei Nobili, benché raggruppate in un'unica area, sono di fatto distribuite su più necropoli distinte.
6. ↑  Le note, sovente di inquadramento topografico della tomba, sono tratte dal "Topographical Catalogue" di Gardiner e Weigall, ed. 1913 e fanno perciò riferimento alla situazione dell'epoca.

### Fonti
1. ↑  Gardiner e Weigall 1913.
2. ↑  Donadoni 1999,  p. 115.
3. ↑  Gardiner e Weigall 1913, p. 34.
4. ↑  Porter e Moss 1927,  p. 303.
5. ↑  Gardiner e Weigall 1913, pp. 34-35.
6. ↑  Gardiner e Weigall 1913, p. 35.
7. ↑  Porter e Moss 1927,  p. 303, confermata in edizione del 1970.
8. ↑  Porter e Moss 1927,  p. 304, confermata in edizione del 1970.